# (3852) Glennford
(3852) Glennford – planetoida z pasa głównego asteroid okrążająca Słońce w ciągu 5 lat i 179 dni w średniej odległości 3,11 j.a. Została odkryta 24 lutego 1987 roku w Europejskim Obserwatorium Południowym przez Henriego Debehogne. Nazwa planetoidy została nadana na cześć Glenna Forda, amerykańskiego aktora znanego z westernów. Przed nadaniem nazwy planetoida nosiła oznaczenie tymczasowe (3852) 1987 DR6.